# 코닐리어스 밴더빌트
코닐리어스 밴더빌트(영어: Cornelius Vanderbilt, 1794년 5월 27일 ~ 1877년 1월 4일)는 미국의 해운업과 철도 산업으로 재산을 모은 사업가, 자선가이다.
밴더빌트 가문의 가주이며, 미국 역사상 가장 부유한 인물 중의 한 사람이다. 밴더빌트 대학은 그가 기증한 대학교이다. 1척의 보트로 시작한 해운업에서 사업을 일으켜 증기선으로 사업을 확대했으며, 미영 전쟁에서 정부의 어용 상인이 되었다. 그 후 철도 사업에 진출하여 뉴욕 센트럴 철도와 니켈 플레이트 철도를 지배 하에 두고 ‘철도왕’이라는 별명을 얻었다. 미국 철도 역사를 말하는데 있어서 빠뜨릴 수 없는 위대한 인물이다.

## 가계
코닐리어스 밴더빌트의 증조할아버지인 얀 아르트손(Jan Aertson)은 네덜란드 위트레흐트의 더빌트(De bilt) 마을의 농부였으며, 1650년 뉴욕으로 이주해 왔다. 그때 네덜란드의 ‘of the’라는 의미의 ‘van der’를 출신 마을 이름인 빌트(bilt) 앞에 붙인 ‘van der bilt’에서 ‘밴더빌트’로 자칭하게 되었다.

## 생애
농부 출신으로, 아홉 형제 중 네 번째로 뉴욕의 스테이튼 아일랜드의 포트 리치먼드에서 코닐리어스 밴더빌트(Cornelius Vanderbilt)와 피비 핸드(Phebe Hand) 사이에 태어났다. 11세에 학업을 끝내고, 소년 시절에 뉴욕 항에서 아버지의 페리에서 일을 시작했다. 16세에 자신의 페리 사업을 시작할 것을 다짐하고, 짐을 싣는 두 척의 작은 보트를 구입하기 위해 어머니로부터 100달러 빌렸다고 한다. 그러나 1853년에 출판된 그의 인생에 대해 쓴 첫 번째 저작물인 ‘사이언티픽 아메리칸’에 따르면 그 배는 아버지와 공동 소유였으며, 이익은 절반이었다. 화물과 여객용으로 스테이튼 아일랜드와 맨하탄 사이를 항해하면서 페리 사업을 시작했다.
1813년 12월 19일, 밴더빌트의 아주머니 엘리자베스 손 존슨의 딸이며, 사촌 여동생인 이웃집 소피아 존슨(Sophia Johnson, 1795년 ~ 1868년)과 결혼했다. 맨해튼 브로드 스트리트의 하숙집에 입주를 하게 된다. 결국 13명의 아이들을 낳았지만, 그 중 하나는 어린 시절에 사망을 한다. 페리 사업을 하던 중 중 처남의 존 드 포리스트에게 스쿠너 ‘샬롯’을 구입하여 아버지 등의 협력을 얻어 음식이나 상품의 거래에 이용했다. 그러나 1817년 11월 24일 페리업자인 토머스 깁슨이 뉴저지주와 뉴욕주 사이를 항해하는 증기선의 선장이 될 것을 요청했다. 원래의 업무를 계속하면서 깁슨과 작업도 겸하게 되었다.
새로운 지위를 맡으면서 깁슨은 뉴욕의 수상으로 뉴욕 주의회에 의해 정치적으로 영향력이 있었던 상류층 사람 로버트 리빙스턴과 증기선 설계자 로버트 풀턴에 승인된 특허 제품에 대해 접할 수 있었다. 밴더빌트가 깁슨과 함께 일을 했을 때에는 리빙스턴도 풀턴도 이미 사망했지만, 특허는 리빙스턴의 후계자이며 뉴욕과 뉴저지 사이의 페리 사업을 행하고 있던 아론 오그가 보유하고 있었다. 깁슨은 오그와 개인적으로 언쟁을 벌여 그를 파산시키기 위해 증기선의 모험적인 상행위를 했다. 이것을 위해 가격 인하를 했고, 이후 ‘깁슨 대 오그던’ 사건으로 특허를 뒤집은 미국 대법원의 획기적인 판결을 받게 되었다.
깁슨과 일을 하며, 크고 복잡한 비즈니스와 움직이는 방법을 배워 갔다. 깁슨의 항해선은 뉴욕과 필라델피아의 중간 뉴저지 뉴 브런즈윅을 왕복했으며, 아내 소피아 식사, 옷, 아이들에게 교육을 제공하며 여관업에도 성공을 거두었다. 밴더빌트는 깁슨의 소개로 변호사를 만날 기회가 많았기 때문에 이내 법률에도 밝아지게 되었다. 대법원의 주장에 대비해 변호사로 대니얼 웹스터를 고용하기 위하여 워싱턴 DC로 갔다. 대법원에서 ‘깁슨 대 오그던’ 이후의 소송으로 특허에 반대하는 주장을 했다. 법원은 밴더빌트의 주장을 들어주지 않았다. 왜냐하면 1824년 3월 2일 깁슨에게 유리하게 규칙화되어 있어, 주와 주 간에 상행위를 방해하는 효력은 없다고 했기 때문이다. 이 사건은 아직도 중요한 판례로 검토되고 있다.

## 기업
1826년 토머스 깁슨의 사후 1829년까지 깁슨의 아들 윌리엄과 함께 일을 했다. 그때까지 자신의 사업을 틈틈이 이어갔지만, 이때부터 본격적으로 사업에 집중하였다. 뉴욕과 다른 지역에 간 노선 확대를 시도했다. 우선 뉴저지에서 깁슨이 페리를 계승해, 롱아일랜드 만 서쪽으로 운행을 했다. 1831년 형제인 제이콥으로부터 허드슨강 하류, 뉴욕주 피크스킬의 노선을 인수했다. 당시 사업 철회를 주장했던 증기선 조종사 다니엘 유와 적대하고 있었다. 그러나 그 사건은 강하게 인상을 남겼고, 이후 30년간 비밀리에 파트너가 되면서 서로 충돌하지 않도록 노력했다.
1833년 11월 8일, 뉴저지 하이즈타운의 던 앤 안보이 철도 사고로 하마터면 목숨을 잃을 뻔 했으며, 원래 대통령 존 퀸시 애덤스도 같은 철도를 타고 있었다.
1834년, 허드슨강에서 뉴욕과 올버니 사이의 증기선 독점 반대에 승소하였다. 사람들의 지지를 얻기 위해 당시 민주당 출신 대통령 앤드루 잭슨의 말을 빌려 ‘사람들의 노선’이라고 불렀다. 같은 해 후반 독점 기업은 경쟁을 종료하도록 그에게 상당한 금액을 지불했기 때문에 그는 롱아일랜드 만 항해로 전환하였다.
1830년대 산업 혁명에 의해 뉴잉글랜드에 많은 섬유 공장이 생겨났다. 미국 초기의 철도로 뉴욕의 증기선과 연결하기 위해 보스턴에서 롱아일랜드 만까지 건설되었다. 1830년대 후반, 밴더빌트는 항만에서 증기선 산업을 지배하고 있었으며, 철도의 연결과 관리를 시작했다. 1840년대 뉴욕 프로비던스 앤 보스턴 철도를 스토닌톤보다 인기있는 노선으로 만들려고 계획하였다. 경쟁 노선의 운임 인하로 스토닌톤의 주가는 떨어졌고, 1847년 스토닌톤을 인수하여 그가 소유한 많은 철도 회사 중 최초의 회사가 되었다.
당시 밴더빌트는 다른 많은 사업도 시작하고 있었다. 맨해튼과 스테이튼 아일랜드에 넓은 땅을 구입했고, 1838년에는 스테이튼 아일랜드 페리를 인수했다. 1830년대 미국 해군의 최고 계급인 코모도어(Commodore)라고 불리게 되었다. 코모도어는 당시 증기선 기업가를 나타내는 일반적인 용어가 되었고, 1840년대 후반, 밴더빌트는 점차 고독해져 갔다.

## 남북 전쟁
1861년 남북 전쟁이 시작되자 북군 해군에 자신이 가진 가장 큰 증기선 밴더빌트 호를 기부할 계획을 하였다. 해군 장관 기디언 웰스는 이 전쟁이 단기간에 끝날 것으로 예상하고, 조업 및 유지 보수에 막대한 금액이 소요되는 것을 고려하여 이를 거절하였다. 그러나 선박 중계인을 통해 호가로 육군성에 대출하는 것으로 했다. 해군 기갑함 버지니아 호(메리 맥 호로 북부에 알려진)는 정교하게 제작되어 있었지만, 버지니아 햄튼 로즈에서 북군의 봉쇄 함대와 함께 큰 피해를 입었으며, 육군 장관 에드윈 스탠튼과 대통령 에이브러햄 링컨은 밴더빌트에게 도움을 요청했다. 이때 간신히 해군에 램과 엄선된 인원과 함께 밴더빌트 호를 기부 할 수 있었다. 버지니아 호는 침략해 오는 연합국 해군의 라파엘 셈스 선장의 앨라배마 호를 포획하여 순양함으로 만들어 버렸다. 또한 밴더빌트는 뉴 올리언스의 원정에 대비해 대대적인 장비를 베풀었다. 그러나 개인적으로는 내심 후계자로 삼으려 했던 막내아들 조지 워싱턴 밴더빌트가 육군 사관학교를 졸업한 후 전쟁에 나가지도 못하고 병으로 사망한 것에 우울해하고 있었다.

## 자손
스테이튼 아일랜드의 뉴드롭에 있는 모라비아 교회 묘지의 가족 묘에 묻혔다. 아들 윌리엄이 같은 장소에 묘지를 재건했을 때, 재매장 되었다. 아이들 중 3명, 특히 코닐리어스 제레미아 밴더빌트는 아버지의 의향도 듣지 못했고, 윌리엄 헨리와 영술자의 묘를 세우는 것에 난색을 표했다. 법정 투쟁은 1년 이상 지속되었으며, 결국 유산은 형제에게 주는 금액을 증액하는 그들의 변호사 비용까지 빌려주었던 윌리엄 헨리의 완전 승소가 되었다. 현재 생존하는 자손 중 한 사람은 코닐리어스의 증조부 증손 앤더슨 쿠퍼이다.
1882년, 뇌전증 환자였던 코닐리어스 제레미아 밴더빌트는 자살을 했고, 조지 워싱턴 밴더빌트는 남북 전쟁 중, 자손을 남기지도 못하고 사망했다. 밴더빌트 가문 억만 장자 모든 사람들은 장남 윌리엄 헨리의 가족이다.
1. 페브 제인 (밴더빌트) 크로스 (1814년 ~ 1878년)
2. 에세린다 (밴더빌트) 앨런 (1817년 ~ 1889년)
3. 엘리자 (밴더빌트) 오스굿 (1819년 ~ 1890년)
4. 윌리엄 헨리 밴더빌트 (1821년 ~ 1885년)
5. 에밀리 앨미라 (밴더빌트) 손 (1823년 ~ 1896년)
6. 소피아 존슨 (밴더빌트) 토랜스 (1825년 ~ 1912년)
7. 마리아 루이자 (밴더빌트) 클라크 니붼 (1827년 ~ 1896년)
8. 프랜시스 라비니아 밴더빌트 (1828년 ~ 1868년)
9. 코닐리어스 제레미아 밴더빌트 (1830년 ~ 1882년)
10. 조지 워싱턴 밴더빌트 (1832년 ~ 1836년)
11. 메리 엘리샤 (밴더빌트) 라바우 버거 (1834년 ~ 1902년)
12. 캐서린 줄리엣 (밴더빌트) 바커 라파예트 (1836년 ~ 1881년)
13. 조지 워싱턴 밴더빌트 (1839년 ~ 1864년)